# Palác Dunaj (Liberec)
Palác Dunaj v Liberci je administrativní budova postavená v roce 1928 ve funkcionalistickém slohu. Nachází se na Soukenném náměstí č. 121/1, v části Liberec IV-Perštýn.

## Historie

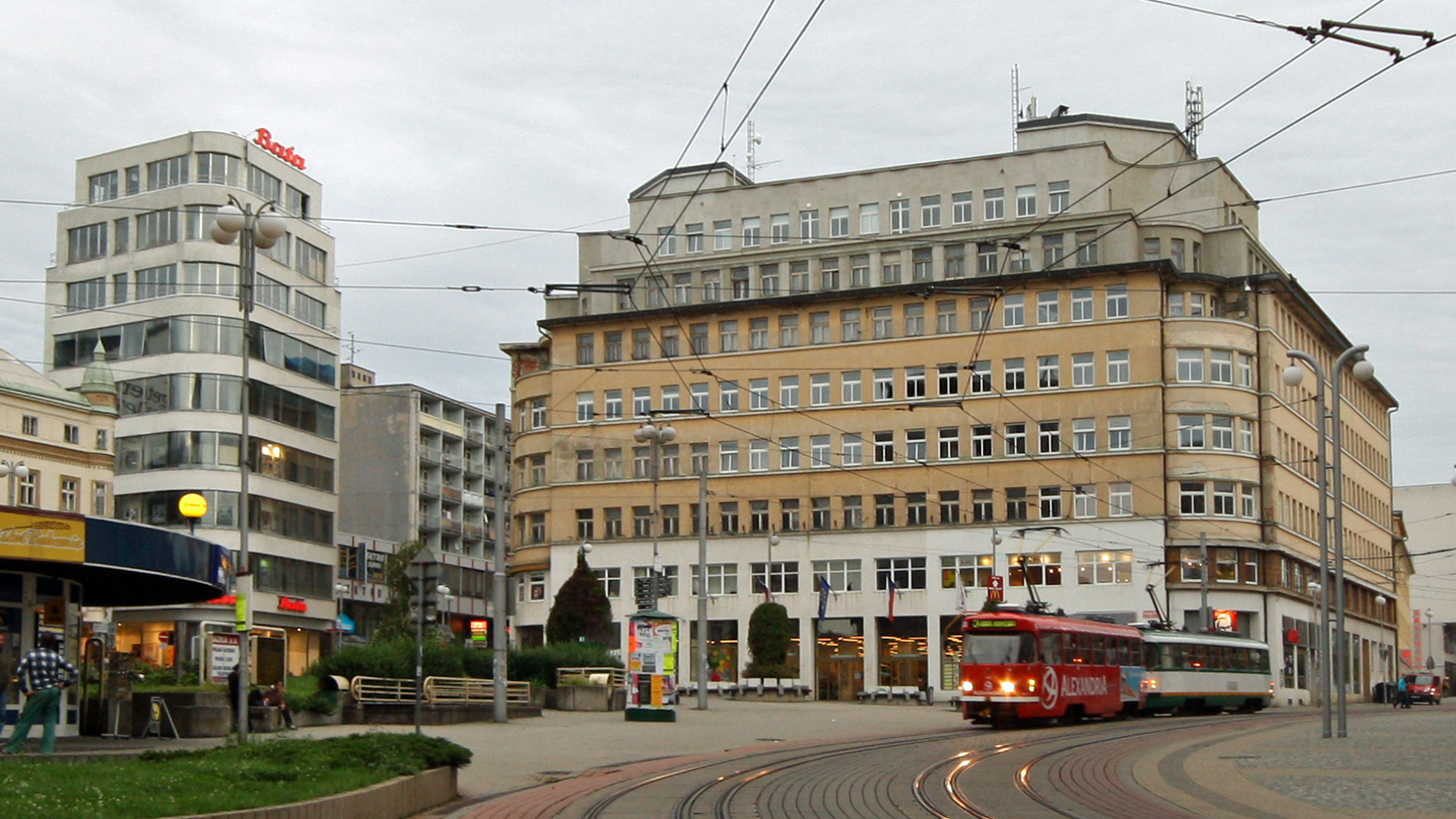
Soukenné náměstí: palác Dunaj a vlevo obchodní dům Baťa v roce 2011

Stavební práce byly dokončeny v roce 1928. Provedla je liberecká pobočka firmy Eduard Ast, Stroner & Co. z Vídně. Autorem projektu byl architekt Adolf Foehr. Ten se musel vypořádat s nepevností podloží, proto byl odkloněn tok Harcovského potoka do podzemí a část budovy musela být postavena na 820 čtyřmetrových pilotech. Zakrytí středového prostoru domu se čtyřmi pasážemi bylo řešeno nadsvětlíkem.
Po dokončení v přízemí objektu sídlilo 14 obchodů, první patro využívala pojišťovna a v horních patrech byly nájemní byty.
Ve 30. letech 20. století nesla budova nápis LINOLEUMHAUS a v době německé okupace budova sloužila nacistické propagandě.
Po roce 1948 v budově měly sídlo Energetické rozvodné závody a v roce 1958 byla v přízemní části otevřena samoobslužná prodejna a středová část nejprve sloužila k pořádání výstav a v letech 1962–1964 byla přestavěna na velkoprodejnu potravin.
V roce 2013 proběhla rekonstrukce podle projektu Petra Stolína.